# 昆玉市
昆玉市（維吾爾語：قۇرۇمقاش شەھىرى‎，拉丁维文：Qurumqash Shehiri），是中华人民共和国新疆维吾尔自治区下辖的县级市，与新疆生产建设兵团第十四师实行“师市合一”，位於和田地区境內。

## 建制历史
第十四师昆玉市的前身即中国人民解放军第一野战军一兵团二军五师十五团。新疆和平解放后，中国人民解放军第一野战军进疆。1954年10月，新疆生产建设兵团成立后，五师十五团先后隶属于新疆生产建设兵团农一师、新疆生产建设兵团农三师。1975年3月，撤销新疆生产建设兵团建制，同年11月设立和田地区农垦局，下辖农三师四十七团、农一师一牧场和和田地区于田县新园农场、洛甫林场。1977年11月，四十七团、新园农场、洛甫林场组建成昆仑农场。1979年，经和田地区决定，和田地区农垦局接管国营皮山农场，为营级建制。1979年4月，昆仑农场改为四十七团，由和田地区接管。1979年10月，经自治区人民政府批准，恢复新园农场。1980年9月，自治区农垦局同意撤销新园农场。10月，国营皮山农场改称皮山农场，升为县团级建制。
1981年，新疆生产建设兵团建制恢复。1982年4月，和田地区农垦局更名为新疆生产建设兵团和田农场管理局，于1983年2月正式改隶兵团，级别升为副师级。1984年，正式撤销新园农场。1999年，自治区批准和田农场管理局组建皮墨垦区。2000年12月，撤销新疆生产建设兵团和田农场管理局，设立新疆生产建设兵团农业建设第十四师，于2001年2月正式设立，级别为正师级。2001年7月，成立皮墨垦区开发建设指挥部。2002年4月，皮墨垦区开发建设指挥部改为皮墨垦区开发建设筹建处。2004年3月，以皮墨垦区开发建设筹建处为基础组建农十四师二二四团，于6月正式成立。2012年12月，新疆生产建设兵团农业建设第十四师更名为新疆生产建设兵团第十四师。
2016年1月7日，中华人民共和国国务院批准新疆维吾尔自治区设立县级昆玉市，由新疆维吾尔自治区直辖。2月2日，新疆维吾尔自治区人民政府批复第十四师设立县级昆玉市。2月27日，昆玉市正式挂牌成立。5月8日，第十四师二二五团在和田地区于田县“两场一区”（拉依苏农场、昆仑种羊场和喀孜纳克开发区）成立。2018年1月，于田县“两场一区”移交给二二五团。2019年9月9日，在四十七团、皮山农场、一牧场分别设立老兵镇、昆泉镇、昆牧镇。12月20日，将第十四师二二五团和二二四团、四十七团、一牧场新确权区域划入昆玉市管辖。12月31日，在二二五团设立玉泉镇。

## 地理资源
昆玉市位于喀喇昆仑山脉北边，塔里木盆地南边，总面积1781.43平方公里。5个农牧团场被和田地区包围，辖区大部分地处绿洲平原区，整个地形较为平坦，南高北低，东高西低：皮山农场、47团和224团处于河道中下游，南面为昆仑山脉，北面为塔克拉玛干沙漠；一牧场地处昆仑山区，地形复杂；二二五团处于大面积风积沙灰漠沙质土地和部分湿地及水域面积，总地势由南向北倾斜。昆玉市大部属于暖温带气候，四季分明，夏季热冬季冷，昼夜温差大，光照充足热量丰富。平均气温为12.2℃，无霜期平均为244天，年日照总数为2769.5小时，日照率为62%，气候随高度变化较大。
昆玉市水主要源于高山冰川、积雪融水和山区降水，主要水源有皮山河、桑株河、喀拉喀什河、努尔河以及部分小型水库。土壤类型包括棕漠土、草甸土、风沙土及少部分盐土。师市范围内有草场134万亩，湿地1.44万亩，林地11.21万亩，林业资源总量40.1万亩。
2020年，昆玉市全年农作物总播种面积9.76万亩，其中粮食播种面积4.97万亩，粮食总产14963吨。年末实有果园面积30.04万亩，其中红枣面积27.46万亩；果品总产296892吨，其中红枣产量273213吨。年末牲畜存栏15.80万头，其中猪1.01万口，羊14.28万只，家禽34.89万只。昆玉市特色农产品有无花果、红枣、玛咖、骆驼奶、薄皮核桃、昆仑雪菊。

## 经济人口
2020年，昆玉市全年地区生产总值31.42亿元人民币，其中第一产业增加值13.61亿元人民币，第二产业增加值5.78亿元人民币，第三产业增加值12.03亿元人民币。全年完成农林牧渔业总产值30.09亿元，全年实现规模以上工业增加值0.9亿元人民币。常住人口人均可支配收入25369元人民币，其中城镇常住居民人均可支配收入47749元人民币，连队常住居民人均可支配收入19329元人民币。
2020年末，根據全國第七人口普查統計數字顯示：全市常住人口為63487人。
2017年，昆玉市总人口57028人，其中男性29706人，女性27322人；汉族21565人，维吾尔族35194人，其他少数民族269人。
2020年，昆玉市有各类学校20所，其中幼儿园13所，职业学院1所，小学1所，初中1所，九年一贯制学校3所，十二年一贯制学校1所。在校学生17007人，教职工1203人。

## 行政区划
昆玉市下辖1个街道办事处、5个镇、1个类似乡级单位的经济技术开发区：
玉都街道、四十七团老兵镇、皮山农场昆泉镇、一牧场昆牧镇、二二五团玉泉镇、二二四团玉园镇、昆玉经济技术开发区。
| 统计用区划代码 | 名称               | 备注                              |
| -------------- | ------------------ | --------------------------------- |
| 659009001000   | 玉都街道           |                                   |
| 659009100000   | 老兵镇             | 与四十七团团镇合一 由第十二师代管 |
| 659009101000   | 昆泉镇             | 与皮山农场场镇合一                |
| 659009102000   | 昆牧镇             | 与一牧场场镇合一                  |
| 659009103000   | 玉泉镇             | 与二二五团团镇合一                |
| 659009104000   | 玉园镇             | 与二二四团团镇合一                |
| 659009501000   | 昆玉经济技术开发区 |                                   |